# Blå djävul
Blå djävul (Crysiptera cyanea) är en art av familjen frökenfiskar (Pomacentridae). Naturligt förekommer den i Indiska Oceanen och västra Stilla havet.Den blir ungefär 8 cm lång. Den kan bli nästan helt svart när den blir exalterad eller rädd. Den lever på rev och i laguner och äter alger, manteldjur och hoppkräftor. Hanen vaktar och tar hand om äggen. Blå djävul är vanlig i saltvattensakvarier på grund av dess vackra färg samt att den är en allätare.